# Manuel Quintas

Wappen von Manuel Neto Quintas

Manuel Neto Quintas SCI (* 27. August 1949 in Mazouco) ist ein portugiesischer Ordensgeistlicher und Bischof von Faro.

## Leben
Manuel Neto Quintas trat der Ordensgemeinschaft der Dehonianer bei, legte am 29. September 1969 die Profess ab und empfing am 12. Juni 1977 die Priesterweihe. Papst Johannes Paul II. ernannte ihn am 30. Juni 2000 zum Weihbischof in Faro und Titularbischof von Elicroca.
Der Bischof von Faro, Manuel Madureira Dias, spendete ihm am 3. September desselben Jahres die Bischofsweihe; Mitkonsekratoren waren António de Sousa Braga SCI, Bischof von Angra, und António José Rafael, Bischof von Bragança-Miranda.
Am 22. April 2004 wurde er zum Bischof von Faro ernannt.